# Småsjöarna (Vilhelmina socken, Lappland, 719493-154807)
Småsjöarna är en sjö i Vilhelmina kommun i Lappland och ingår i Ångermanälvens huvudavrinningsområde. Sjön har en area på 0,504 kvadratkilometer och ligger 421,3 meter över havet. Sjön avvattnas av vattendraget Djupbäcken.

## Delavrinningsområde
Småsjöarna ingår i det delavrinningsområde (719740-154838) som SMHI kallar för Utloppet av Småsjöarna. Medelhöjden är 520 meter över havet och ytan är 11,77 kvadratkilometer. Det finns inga avrinningsområden uppströms utan avrinningsområdet är högsta punkten. Djupbäcken som avvattnar avrinningsområdet har biflödesordning 3, vilket innebär att vattnet flödar genom totalt 3 vattendrag innan det når havet efter 334 kilometer. Avrinningsområdet består mestadels av skog (77 procent). Avrinningsområdet har 0,57 kvadratkilometer vattenytor vilket ger det en sjöprocent på 4,8 procent.